# Oña (canton)
Oña est un canton d'Équateur situé dans la province d'Azuay.